# Nikola Eklemović
Nikola Eklemović (szerb írással: Никола Еклемовић; Belgrád, 1978 február 8. –) szerb-magyar nemzetiségű kézilabdázó, irányító. A magyar válogatott tagjaként részt vett a 2008-as férfi kézilabda-Európa-bajnokságon és a 2009-es férfi kézilabda-világbajnokságon. Felesége Eklemović Nikolett, gyermekük Márkó. 2016 júniusától 2018 októberéig a Telekom Veszprém sportigazgatója.